# Muscarella
Muscarella é um género botânico pertencente à família das orquídeas (Orchidaceae).